# Comunicazione non verbale

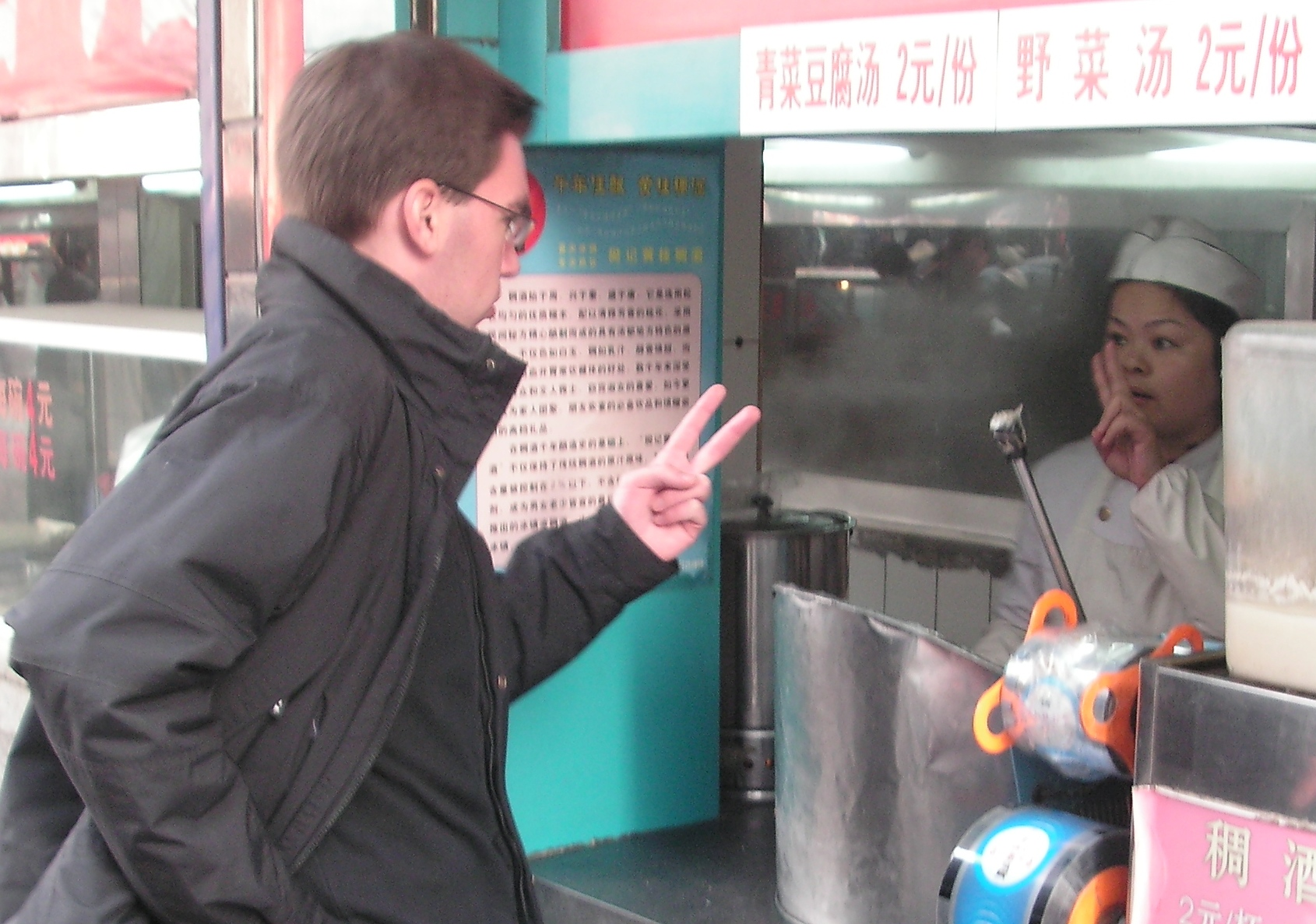
Esempio di comunicazione avvenuta senza conoscere la lingua dell'interlocutore

La comunicazione non verbale è quella parte della comunicazione che comprende tutti gli aspetti di uno scambio comunicativo che non riguardano il livello puramente semantico del messaggio, ossia il significato letterale delle parole che compongono il messaggio stesso, ma che riguardano il linguaggio del corpo, ossia la comunicazione non parlata tra persone. Inoltre importantissimi sono i tanti codici della cultura comune i quali ci aiutano a capire i vari messaggi che le parole, i toni e i movimenti del corpo, esprimono solo parzialmente.

## Descrizione
La visione comune tende a considerare questo tipo di comunicazione come universalmente comprensibile, al punto da poter trascendere le barriere linguistiche. Secondo lo psicologo sociale Michael Argyle in una comunicazione faccia a faccia utilizziamo: espressione facciale, contatto visivo o sguardo fisso, gesticolazione, postura, tatto e comportamento spaziale o prossemica. Il linguaggio del corpo è in parte innato, e in parte dipende dai processi di socializzazione. In effetti i meccanismi dai quali scaturisce la comunicazione non verbale sono assai simili in tutte le culture, ma ogni cultura tende a rielaborare in maniera differente i messaggi non verbali.
Ciò vuol dire che forme di comunicazione non verbale perfettamente comprensibili per le persone appartenenti ad una determinata cultura possono invece essere, per chi ha un altro retaggio culturale, assolutamente incomprensibili o addirittura avere un significato opposto a quello che si intendeva trasmettere. Secondo i linguisti più del 90% della nostra comunicazione giornaliera è infatti non-verbale. È quindi un contributo enorme al linguaggio verbale e, dal momento che la comunicazione è strettamente ambivalente, possiamo facilmente comprendere quanto sia più grande il rischio di non capire quando si è al telefono piuttosto che quando si parla faccia a faccia.
Uno studio condotto nel 1972 da Albert Mehrabian (Non-verbal communication) ha mostrato che ciò che viene percepito in un messaggio vocale di valenza neutrale, nel contesto di un laboratorio, ed emettendo il messaggio ma esprimendone uno diverso con il linguaggio del corpo, può essere così suddiviso: 
- Movimenti del corpo (soprattutto espressioni facciali) 55%
- Aspetto vocale (volume, tono, ritmo) 38%
- Aspetto verbale (parole) 7%

L'efficacia di un messaggio dipende quindi solamente in minima parte dal significato letterale di ciò che viene detto, e il modo in cui questo messaggio viene percepito è influenzato pesantemente dai fattori di comunicazione non verbale.
Con il passare degli anni, lo stesso Albert Mehrabian ha specificato che le sue percentuali si riferiscono a casi specifici, condotti su soggetti in ambiente controllato, e che il loro uso a livello macro è da evitare, anche perché, ulteriori studi sulla neurolinguistica, hanno dimostrato l'inesattezza di tale approccio.

## Forme di comunicazione non verbale
Nell'ambito delle scienze della comunicazione la comunicazione non verbale viene suddivisa in quattro componenti:
- Sistema paralinguistico
- Sistema cinesico
- Prossemica
- Aptica

### Sistema paralinguistico
Detto anche sistema vocale non verbale, indica l'insieme dei suoni emessi nella comunicazione verbale, indipendentemente dal significato delle parole.
Il sistema paralinguistico è caratterizzato da diversi aspetti: tono, frequenza, ritmo e silenzio. 

#### Tono
Il tono è dato dalla frequenza della voce; viene influenzato da fattori fisiologici (età, costituzione fisica), e dal contesto: una persona di elevato livello sociale che si trova a parlare con una di livello sociale più basso tenderà ad avere un tono di voce più grave.

#### Frequenza
Anche in questo caso l'aspetto sociale ha una forte influenza: un sottoposto che si trova a parlare con un superiore tenderà ad avere una frequenza di voce più bassa rispetto al normale.

#### Ritmo
Il ritmo dato ad un discorso conferisce maggiore o minore autorevolezza alle parole pronunciate: parlare ad un ritmo lento, inserendo delle pause tra una frase e l'altra, dà un tono di solennità a ciò che si dice; al contrario parlare ad un ritmo elevato attribuisce poca importanza alle parole pronunciate. Nell'analisi del ritmo nel sistema paralinguistico va considerata l'importanza delle pause, che vengono distinte in pause vuote e pause piene. Le pause vuote rappresentano il silenzio tra una frase e l'altra, quelle piene le tipiche interiezioni (come mmm, beh) prive di significato verbale, inserite tra una frase e l'altra.

#### Silenzio
Anche il silenzio rappresenta una forma di comunicazione nel sistema paralinguistico, e le sue caratteristiche possono essere fortemente ambivalenti: il silenzio tra due innamorati ha ovviamente un significato molto diverso rispetto al silenzio tra due persone che si ignorano. Ma anche in questo caso gli aspetti sociali e gerarchici hanno una parte fondamentale: un professore che parla alla classe o un ufficiale che si rivolge alle truppe parleranno nel generale silenzio, considerato una forma di rispetto per il ruolo ricoperto dalla persona che parla. 
Esso può indicare, a seconda dei casi, un'ottima o una pessima relazione; assenso o dissenso; estrema concentrazione o distrazione.

### Sistema cinesico

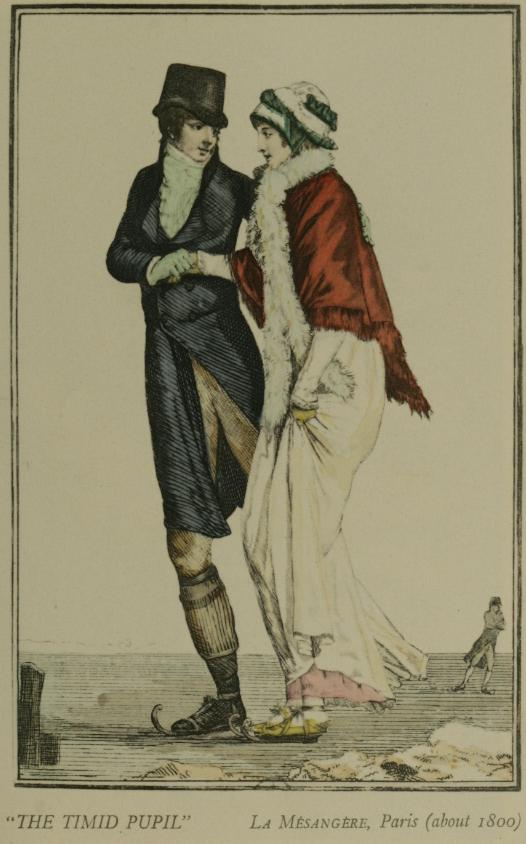
Le informazioni sulla relazione affettiva tra questi due pattinatori ci vengono comunicate dalla loro postura, dagli sguardi e dal contatto fisico

Il sistema cinesico comprende tutti gli atti comunicativi espressi dai movimenti del corpo. In primo luogo vanno considerati i movimenti oculari: il contatto visivo tra due persone ha una pluralità di significati, dal comunicare interesse al gesto di sfida. L'aspetto sociale ed il contesto influenzano anche questo aspetto: una persona, in una situazione di disagio, tenderà più facilmente del solito ad abbassare lo sguardo.
Altra componente del sistema cinestesico è la mimica facciale. Riguardo a questo aspetto va considerato che non tutto ciò che viene comunicato tramite le espressioni del volto è sotto il nostro controllo (ad esempio l'arrossire o l'impallidire). La gran parte delle espressioni facciali è, ad ogni modo, assolutamente volontaria e adattabile a nostro piacimento alle circostanze. Gli studiosi di comunicazione Paul Ekman e Wallace Friesen, hanno classificato quarantaquattro diverse "unità di azione" (ossia possibili movimenti) del viso umano, come strizzare gli occhi, aggrottare la fronte e così via.
La diversa interpretazione delle espressioni facciali nelle varie culture è uno dei campi di studio più considerati nella storia delle scienze della comunicazione. Vari test, tra i quali i più importanti sono sicuramente quelli condotti da James Russel, hanno dimostrato che alcune espressioni (quali quelle atte a mostrare ira, sofferenza, gioia, ecc.) hanno percentuali di riconoscimento molto alte, ma comunque non assolute: le maggiori differenze nell'interpretazione si riscontrano nel confronto tra gruppi di occidentali con alto livello di istruzione e non occidentali con basso livello di istruzione.
Altro elemento fondamentale del sistema cinestesico sono i gesti, in primo luogo quelli compiuti con le mani. La gestualità manuale può essere una utile sottolineatura delle parole, e quindi rafforzarne il significato, ma anche fornire una chiave di lettura difforme dal significato del messaggio espresso verbalmente. Anche in questo senso va considerata la difformità interpretativa che le diverse culture danno ai vari gesti: ad esempio in Bulgaria lo scuotimento laterale del capo, che in quasi tutte le culture significa “No”, ha esattamente il significato opposto; in Inghilterra, il gesto della mano con indice e medio alzati col palmo della mano rivolto verso il corpo, che in altre parti del mondo potrebbe essere identificato col segno della vittoria, ha il significato di una grave offesa.
Altro elemento del sistema cinestesico è la postura. Anche in questo caso gli elementi sociali e di contesto hanno grande importanza, talvolta identificando con precisione la posizione corretta da mantenere in una data circostanza (i militari sull'attenti di fronte ad un superiore), talvolta in maniera meno codificata ma comunque necessaria (una postura corretta e dignitosa di un alunno in classe di fronte al professore).

### Prossemica
L'aspetto prossemico della comunicazione analizza i messaggi inviati con l'occupazione dello spazio.
Il modo nel quale le persone tendono a disporsi in una determinata situazione, apparentemente casuale, è in realtà codificato da regole ben precise. Ognuno di noi tende a suddividere lo spazio che ci circonda in quattro zone principali:
- Zona intima (da 0 a 50 cm)
- Zona personale (da 50 cm ad 1 m)
- Zona sociale (da 1-3/4 m)
- Zona pubblica (oltre i 4 m)

#### Zona intima
La zona intima è quella con accesso più ristretto. Solitamente in questa zona vengono accettati senza disagio al suo interno solo alcuni familiari stretti e il partner. Un ingresso di altre persone esterne a questo ristretto nucleo di “ammessi” all'interno della zona intima viene percepita come una invasione che provoca un disagio, variabile a seconda del soggetto. Come conferma di questo basti pensare alla situazione di imbarazzo che si prova quando siamo costretti ad ammettere nella nostra zona intima soggetti estranei, ad esempio in ascensore o sull'autobus; la conseguenza di questa situazione è un tentativo di mostrare l'involontarietà della nostra “invasione”, quindi si tende ad irrigidirsi e a non incrociare lo sguardo con le altre persone.

#### Zona personale
La zona personale è meno ristretta: vi sono ammessi familiari meno stretti, amici, colleghi. In questa zona si possono svolgere comunicazioni informali, il volume della voce può essere mantenuto basso e la distanza è comunque sufficientemente limitata da consentire di cogliere nel dettaglio espressioni e movimenti degli interlocutori. Da questa distanza, se si vuole, è possibile entrare rapidamente in contatto fisico.

#### Zona sociale
La zona sociale è quell'area in cui svolgiamo tutte le attività che prevedono interazione con persone sconosciute o poco conosciute. A questa distanza (come detto da 1 a 3 o 4 metri) è possibile cogliere interamente o quasi la figura dell'interlocutore, cosa che ci permette di controllarlo per capire meglio le sue intenzioni. È anche la zona nella quale si svolgono gli incontri di tipo formale, ad esempio un incontro di affari, e in cui dev'essere chiaro che l'incontro non è dovuto a motivi di reciproca attrazione personale.

#### Zona pubblica

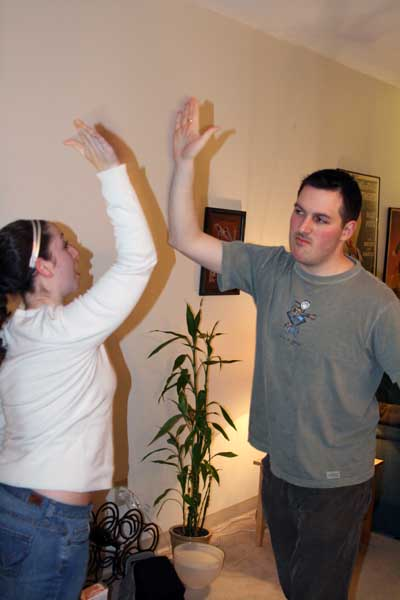
Il "batti cinque" è un esempio di contatto fisico

La zona pubblica è quella delle occasioni ufficiali: un comizio, una conferenza, una lezione universitaria. In questo caso la distanza tra chi parla e chi ascolta è relativamente elevata e generalmente codificata. È caratterizzata da una forte asimmetria tra i partecipanti alla comunicazione: generalmente una sola persona parla, mentre tutte le altre ascoltano.

### Aptica
L'aptica è costituita dai messaggi comunicativi espressi tramite contatto fisico. Anche in questo caso si passa da forme comunicative codificate (la stretta di mano, il bacio sulle guance come saluto ad amici e parenti), ad altre di natura più spontanea (un abbraccio, una pacca sulla spalla).
L'aptica è un campo nel quale le differenze culturali rivestono un ruolo cruciale: ad esempio la quantità di contatto fisico presente nei rapporti interpersonali fra le persone di cultura sud-europea verrebbe considerata come una violenta forma di invadenza dai popoli nord-europei.

### Comunicazione non verbale e media digitali
Con l'avvento della comunicazione digitale, la comunicazione non verbale si estende anche a videochiamate e messaggistica istantanea. In ambienti virtuali, la lettura del linguaggio del corpo è limitata, ma non assente. Gesti, espressioni facciali e postura restano importanti anche in un contesto a distanza. Tuttavia il modo in cui si percepisce il corpo e lo spazio cambia radicalmente rispetto alle interazioni faccia a faccia.
Nelle videoconferenze, la posizione della telecamera e l'inquadratura possono alterare la percezione della distanza intima o sociale, influenzando come gli interlocutori si sentono rispetto agli altri. Il gesto di alzare una mano ad esempio, visibile attraverso la webcam, può sembrare meno impattante rispetto alla comunicazione faccia a faccia, dove il linguaggio del corpo ha un impatto immediato e più evidente. Inoltre, mentre in un incontro in persona la postura e il movimento corporeo sono elementi fondamentali, in videoconferenza questi fattori sono parzialmente limitati, ma ancora capaci di comunicare empatia o disagio.
Per quanto riguarda la messaggistica istantanea, in cui il linguaggio non verbale è praticamente assente, esso viene comunque espresso tramite emoji o adesivi, che cercano di emulare le espressioni facciali, i gesti e il tono di voce.